# Monte (fiume)
Monte è un fiume di Teulada di 18 km.
Nasce dal monte Chià a 803 m.s.l. e sfocia nel porto di Teulada.
Riceve il rio Leonoxiu da est.